# Nélia Martins
Nélia Martins (* 9. Juli 1998 in Dili, Osttimor) ist eine Mittelstreckenläuferin aus Osttimor.

## Hintergrund
Die 150 cm große Athletin erreichte am 4. Juni 2016 auf der 1500-m-Distanz mit 4:58,80 ihre persönliche Bestzeit.
Über 3000 m erreichte Martins am 6. Juni 2016 ihre Bestzeit mit 10:58,03 und am 9. Juni 2015 über 5000 m 19:11,00 (Platz 9 beim Finale bei den Südostasienspielen 2015). Ihre Bestzeit über 3000 m Hindernis stammt vom 5. Juni 2016 mit 11:42,94.
Bei den Jogos da Lusofonia 2014 in Goa erreichte Martins auf 1500 m einen vierten Platz, ebenso bei den Youth Olympics Asian Area Qualification am 22. Mai 2014 in Bangkok mit 11:16,16.
Über 1500 m trat Martins auch bei den Olympischen Sommerspielen 2016 in Rio de Janeiro an. Im dritten Vorlauf landete sie mit einer Zeit von 5:00:53 von 13 Läuferinnen auf den letzten Platz. Sie war damit auch von den 41 gestarteten Läuferinnen die langsamste.
Bei den Asienspielen 2018 in Jakarta nahm Martins ebenfalls teil.